# Закон є закон (фільм, 1958)
«Закон є закон» (фр. La loi, c'est la loi, італ. La legge è legge) — французько-італійська комедія 1958 року режисера Крістіан-Жака.

## Сюжет
Події відбуваються у гірському містечку на кордоні між Францією та Італією. Головний герой — Фердинанд Пастореллі (Фернандель) — французький митник, ветеран війни, який строго дотримується законів, а італійський контрабандист — Джузеппе ла Палья (Тото) усіма можливими способами старається їх обійти. Протиріччя між ними ускладнюється ще й тим, що Джузеппе одружений з Антуанетою (Леда Глорія) — першою дружиною Фердинанда… 

## Ролі виконують
- Фернандель — Фердинанд Пастореллі, французький митник
- Тото — Джузеппе ла Палья, контрабандист
- Ноель Роквер — Маланден, жандарм
- Альберт Дінан — Перотті, бригадир митниці
- Леда Глорія — Антуанета, дружина Джузеппе
- Наталі Нерваль — Елен, дружина Фердинанда

## Навколо фільму
- Село Асоля, де відбувається дія фільму, на франко-італійському кордоні насправді не існує. Фільм був знятий у Венафро, у регіоні Молізе в Італії. Найменша віддаль між частиною муніципалітету Вентімілья — Грімальді в Італії, та містом Мантон у Франції, становить 3 км.